# Buksamlarbin
Buksamlarbin (Megachilidae) är en familj bin i insektsordningen steklar. Det svenska namnet kommer av att de samlar pollen under buken i en hårborste kallas scopa, och inte i pollenkorgar på benen. Över 4 000 arter är kända varav 61 är påträffade i Sverige och 54 i Finland.

## Beskrivning
Buksamlarbin har varierande storlek, men ofta är de kraftigt byggda och med en kroppslängd mellan 6 och 18 mm. Det finns dock undantag: världens största bi är tapetserarbiet Megachile pluto med en längd på nästan 4 centimeter.

## Ekologi

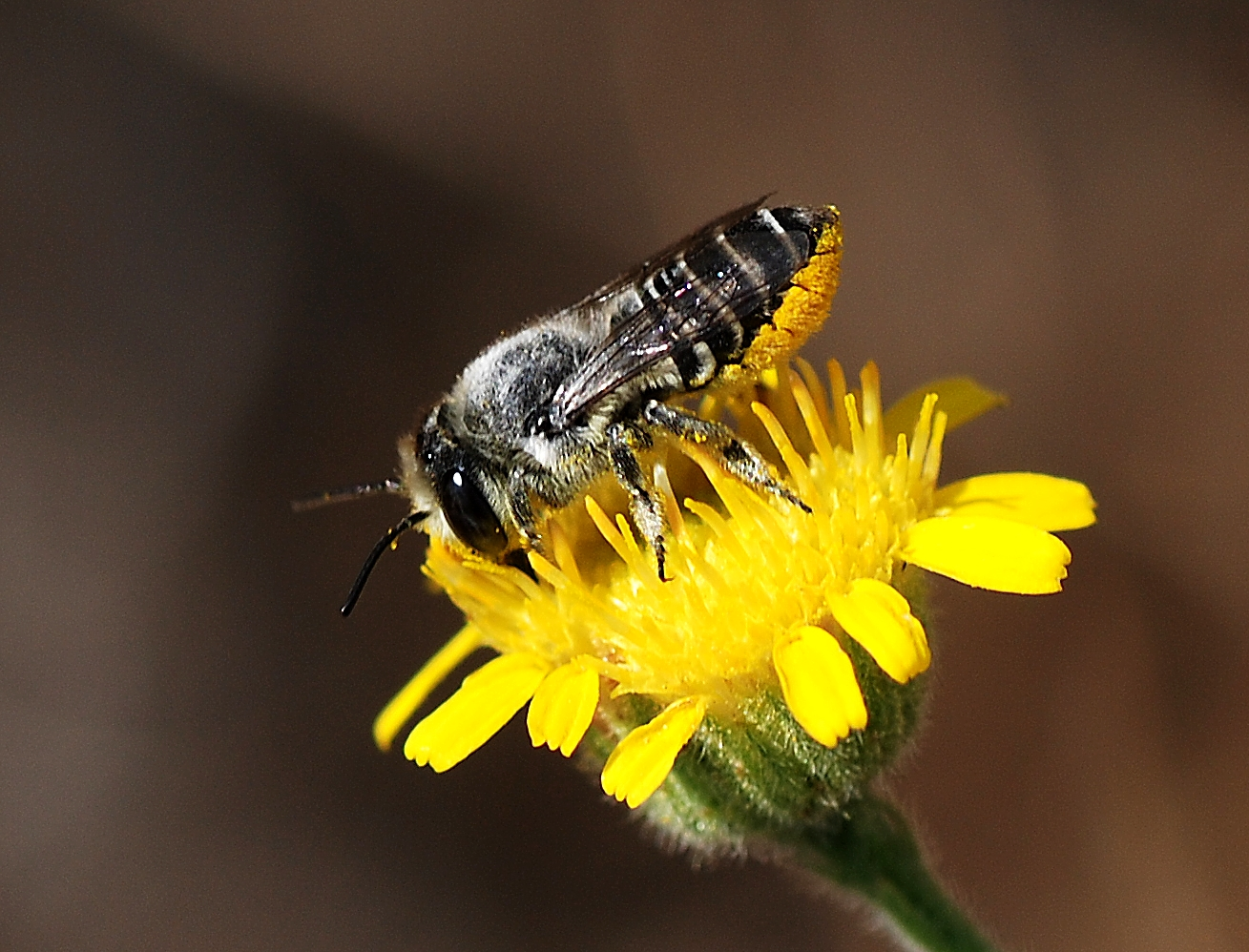
Tapetserarbi (släktet Megachile).

Buksamlarbina lever solitärt. De bygger ofta sina bon i hålrum i träden eller så gräver de gångar i jorden. Tapetserarbin klär bohålan med utskurna bitar av blad, medan murarbin (släktet Osmia) klär bohålan med lera, kreatursspillning, söndertuggade blad eller kåda. Larven spinner en kokong som den förpuppas i. Liksom andra bin lever de på nektar och pollen. De samlar pollenet på buken vilket syns tydligt på bilden på tapetserarbiet nedan. Det förekommer också arter som är boparasiter.

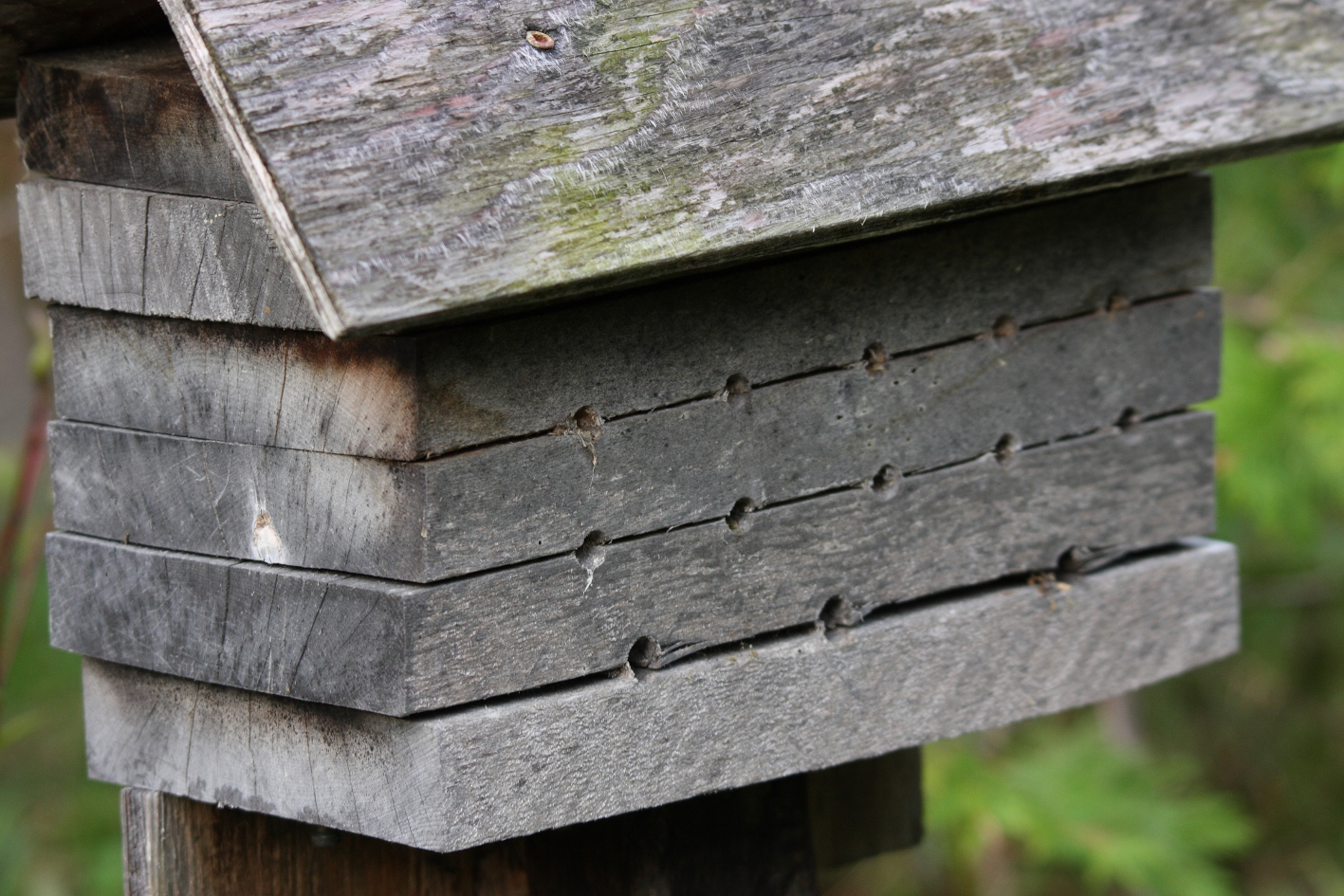
Buksamlarbin kan lockas att bygga bon i borrade hål i träbitar.

## Utbredning
Buksamlarbin har en världsvid utbredning.

## Systematik
Buksamlarbin delas in i en underfamilj, Megachilinae, och fyra tribus: Megachilini, Osmiini, Anthidiini och Dioxyini.
I Sverige och Finland finns nedanstående 11 släkten:
- Blomsovarbin (Chelostoma). 3 svenska och finska arter.
- Väggbin (Heriades). Endast arten väggbi (H. truncorum) i Sverige och Finland.
- Gnagbin (Hoplitis). 5 svenska, 4 finska arter.
- Taggmurarbin (Hoplosmia). Många forskare räknar dock detta taxon som ett undersläkte till Osmia.[7] Endast arten taggmurarbi (H. spinulosa) i Sverige (saknas i Finland).
- Murarbin (Osmia). 17 svenska arter, 11 finska. Tidigare har vissa arter förts till släktet Hoplitis.[8]
- Ullbin (Anthidium). 2 svenska och finska arter.
- Pansarbin (Stelis). 4 svenska arter, 7 finska.
- Hartsbin (Trachusa). Endast arten hartsbi (T. byssina) i Sverige och Finland.
- Kilbin (Aglaoapis). Endast arten kilbi (A. tridentata) i Sverige och Finland.
- Kägelbin (Coelioxys). 9 svenska och finska arter.
- Tapetserarbin (Megachile). 14 svenska och finska arter.

I Catalogue of Life listas följande 76 släkten, innehållande sammanlagt 4065 olika arter:
| - Acedanthidium - Afranthidium - Afroheriades - Afrostelis - Aglaoapis - Allodioxys - Anthidiellum - Anthidioma - Anthidium - Anthodioctes - Apianthidium - Ashmeadiella - Aspidosmia - Atoposmia - Austrostelis - Aztecanthidium - Bathanthidium - Bekilia - Benanthis | - Chelostoma - Coelioxys - Cyphanthidium - Dianthidium - Dioxys - Duckeanthidium - Ensliniana - Eoanthidium - Epanthidium - Euaspis - Eudioxys - Fidelia - Gnathanthidium - Haetosmia - Heriades - Hofferia - Hoplitis - Hoplosmia - Hoplostelis | - Hypanthidioides - Hypanthidium - Icteranthidium - Indanthidium - Ketianthidium - Larinostelis - Lithurgus - Megachile - Metadioxys - Microthurge - Neanthidium - Neofidelia - Notanthidium - Noteriades - Ochreriades - Osmia - Othinosmia - Pachyanthidium - Paradioxys | - Paranthidium - Pararhophites - Plesianthidium - Prodioxys - Protosmia - Pseudoanthidium - Pseudoheriades - Radoszkowskiana - Rhodanthidium - Serapista - Stelis - Stenoheriades - Stenosmia - Trachusa - Trachusoides - Trichothurgus - Wainia - Xenostelis - Xeroheriades |